# Lučina (Ćićevac)
Pour les articles homonymes, voir Lučina.
Lučina (en serbe cyrillique : Лучина) est un village de Serbie situé dans la municipalité de Ćićevac, district de Rasina. Au recensement de 2011, il comptait 817 habitants.

## Démographie
| 1948  | 1953  | 1961  | 1971  | 1981  | 1991  | 2002 | 2011 |
| ----- | ----- | ----- | ----- | ----- | ----- | ---- | ---- |
| 1 034 | 1 017 | 1 059 | 1 082 | 1 087 | 1 005 | 927  | 817  |

|  |